# Nadleśnictwo Parczew
Nadleśnictwo Parczew – jednostka organizacyjna Lasów Państwowych podległa Regionalnej Dyrekcji Lasów Państwowych w Lublinie. Siedziba nadleśnictwa znajduje się w Sosnowicy, powiecie parczewskim, w województwie lubelskim.
Nadleśnictwo obejmuje część powiatów parczewskiego, lubartowskiego, łęczyńskiego i włodawskiego. Graniczy z Poleskim Parkiem Narodowym.

## Historia
Za czasów Królestwa Polskiego duża część tutejszych lasów była własnością królewską. W I połowie XIX w. zostały one częściowo rozdysponowane przez rząd carski pomiędzy osoby zasłużone dla caratu. Dla zarządu lasami pozostałymi własnością skarbową utworzono leśnictwo Parczew. W kolejnych dziesięcioleciach lasy rządowe uległy powiększeniu drogą wymiany i wykupu.
Nadleśnictwo Parczew powstało w 1918. Po II wojnie światowej uległo ono powiększeniu o znacjonalizowane przez komunistów lasy prywatne. Powstały wówczas nadleśnictwa Kołacze i w 1960 Sosnowica, które w późniejszych latach zostały przyłączone do nadleśnictwa Parczew. 1 maja 1990 częściowo z nadleśnictwa Parczew wydzielono Poleski Park Narodowy.

## Ochrona przyrody
Na terenie nadleśnictwa znajduje się pięć rezerwatów przyrody:
- Jezioro Brzeziczno
- Jezioro Obradowskie
- Królowa Droga
- Lasy Parczewskie
- Torfowisko przy Jeziorze Czarnym.

## Drzewostany
Typy siedliskowe lasów nadleśnictwa (z ich udziałem procentowym):
- siedliska leśne:
  - bór 57%
  - las 37%
  - ols 6%
- siedliska wilgotnościowe:
  - świeże 73%
  - wilgotne 19%
  - bagienne 8%

Gatunki lasotwórcze lasów nadleśnictwa (z ich udziałem procentowym):
- sosna 73%
- brzoza 10%
- olcha 9%
- dąb, klon, jawor, wiąz, jesion - łącznie 7%
- inne 1%

Przeciętna zasobność drzewostanów nadleśnictwa wynosi 269 m³/ha, a przeciętny wiek 63 lata.